# Capillipedium
Capillipedium là một chi thực vật có hoa trong họ Hòa thảo (Poaceae).

## Loài
Chi Capillipedium gồm các loài: